# لي دونهام
لي دونهام (بالإنجليزية: Lee Dunham)‏ هو لاعب كرة قاعدة أمريكي، ولد في 9 يونيو 1902 في أتلانتا في الولايات المتحدة، وتوفي بنفس المكان في 11 مايو 1961.

## وصلات خارجية
- لي دونهام على موقعبيزبول رفرنس.كوم (الدوري الرئيسي) (الإنجليزية)